# Sin maquillaje
Sin maquillaje es un programa de entrevistas a actores, transmitido por Televisión Nacional de Chile conducido por Ignacio Franzani. Está basado en el estadounidense From the Actors Studio conducido por James Lipton, en que entrevistan a un actor destacado en cada episodio, repasando su carrera y vida personal.

## Temporadas

### Primera temporada
| 1                  | 7 de mayo de 2011   | Francisco Melo     |
| 2                  | 14 de mayo de 2011  | Alfredo Castro     |
| 3                  | 21 de mayo de 2011  | Delfina Guzmán     |
| 4                  | 28 de mayo de 2011  | Benjamin Vicuña    |
| 5                  | 4 de junio de 2011  | Coca Guazzini      |
| 6                  | 11 de junio de 2011 | Sigrid Alegría     |
| 7                  | 18 de junio de 2011 | Luis Alarcón       |
| 8                  | 25 de junio de 2011 | Francisca Imboden  |
| 9                  | 2 de julio de 2011  | Paola Volpato      |
| 10                 | 9 de julio de 2011  | Jorge Zabaleta     |
| 11                 | 17 de julio de 2011 | Hector Noguera     |
| Capítulos Especial |                     |                    |
| 1                  | 14 de junio de 2012 | Hugh Laurie        |
| 2                  | 6 de agosto de 2012 | Gael García Bernal |

### Segunda temporada
La segunda temporada del programa en primera instancia tenía 10 capítulos pero debido al bajo nivel de audiencia fue cancelado logrando emitir sólo 6 capítulos.
| Capítulo | Fecha                 | Actores invitados |
| -------- | --------------------- | ----------------- |
| 1        | 5 de enero de 2013    | Francisco Reyes   |
| 2        | 12 de enero de 2013   | Daniel Muñoz      |
| 3        | 19 de enero de 2013   | Amparo Noguera    |
| 4        | 26 de enero de 2013   | Carolina Arregui  |
| 5        | 23 de febrero de 2013 | Tamara Acosta     |
| 6        | 2 de marzo de 2013    | Nelson Villagra   |

### Tercera temporada
| Capítulo | Fecha                 | Actores invitados      |
| -------- | --------------------- | ---------------------- |
| 1        | 13 de enero de 2014   | Alejandra Fosalba      |
| 2        | 20 de enero de 2014   | Ana Reeves             |
| 3        | 3 de febrero de 2014  | Jaime Vadell           |
| 4        | 9 de febrero de 2014  | Francisco Pérez-Bannen |
| 5        | 23 de febrero de 2014 | Alejandro Trejo        |
| 6        | 1 de marzo de 2014    | Gloria Münchmeyer      |
| 7        | 8 de marzo de 2014    | Óscar Hernández        |